# Arisan!
Arisan! is een Indonesische film uit 2003. Het is de eerste Indonesische film met als thema homoseksualiteit en tevens de eerste Indonesische hoge-definitiekleurenfilm.
Een televisieserie met dezelfde titel werd uitgezonden op antv.
In 2011 kwam er een vervolg op de film met de titel Arisan! 2, waarin ook Cut Mini Theo een hoofdrol vervulde.

## Verhaal
Het verhaal speelt zich af in de betere kringen van Jakarta. Rijke vrouwen komen regelmatig samen om te roddelen en voor de loterij. Dit staat bekend als arisan. Het hoofdpersonage is Memey (Cut MiniTheo), een zelfstandige binnenhuisarchitect. Haar echtgenoot heeft haar voor een actrice verlaten. Wanneer zij definitief een nieuwe vlam vindt, Nino (Surya Saputra), blijkt al snel dat Nino meer geïnteresseerd is in haar beste vriend, Sakti (Tora Sudiro).

## Productie
De ontwikkeling van het Animatrix-project begon toen de schrijvers en regisseurs van de filmserie, The Wachowskis, in Japan waren om de eerste Matrix-film te promoten. Terwijl ze in het land waren, bezochten ze enkele van de makers van de anime films die een sterke invloed op hun werk hadden gehad, en besloten met hen samen te werken.